# European Strategic Intelligence and Security Center
European Strategic Intelligence and Security Center (ESISC) ou Centre européen pour le renseignement stratégique et la sécurité, fondé en mai 2002, est une entreprise belge dans les domaines de l'investigation (« Service de recherches et bureau de détective », « Activités d'enquête ») et du marketing (« Études de marché et sondages d'opinion » et « Conseil pour les affaires et autres conseils de gestion »),.

## Statut légal
L’E.S.I.S.C existe, avec la même dénomination, sous la forme d'une association sans but lucratif créée en 2002 et enregistrée de 2003 à 2008 pour les activités "Service de recherches et bureau de détective", et depuis janvier 2008 "Activités d'enquête", mais aussi depuis 2006 d'une société personnelle à responsabilité limitée enregistrée pour les activités "Études de marché et sondages d'opinion" et "Conseil pour les affaires et autres conseils de gestion", dont les comptes annuels sont accessibles sur le site officiel de la Centrale des bilans.
En août 2007, l’E.S.I.S.C  s’est vu refuser par le ministre belge de l’Intérieur l’autorisation de fournir des services de consultance en sécurité (le « permis en conseil en sécurité »), à la suite d'un dossier de port d'arme illégal et de détournement de biens saisis à charge de Claude Moniquet,. 

## Présentation
L’E.S.I.S.C se déclare indépendant financièrement de par la vente de ses analyses ou conseils. L'organisme se prétend neutre politiquement. Sur ce dernier point, il affirmait néanmoins sur la page de présentation de son site internet en 2007 « L’ESISC inscrit son action dans le contexte du renforcement du lien transatlantique et du soutien des démocraties dans leur lutte contre le terrorisme et les autres menaces. L’ESISC collabore avec des associations et centres de recherche similaires, en Europe, au Moyen-Orient, en Asie et aux États-Unis. Il collabore étroitement, entre autres, avec la Foundation for Defense of Democracies (en) et l'Investigative Project, à Washington ou www.argentura.ru à Moscou. ».

## Équipe
Créé à l’initiative de Claude Moniquet, avec quatre autres associés, Genovefa Etienne, Frédéric Moser, Ingrid Morvan et Marc Borry, le centre « compte aujourd’hui (en 2007) plus de 25 personnes, chercheurs et analystes, spécialisés dans les questions touchant le terrorisme, le Proche et le Moyen-Orient, l’Afrique, l’Asie, l’Amérique latine, les questions militaires, etc. Outre une structure centrale à Bruxelles, l’ESISC compte aujourd’hui un bureau à Paris et un autre en Afrique du Nord ».
Toutefois, à la lecture des fiches de l'asbl et de la sprl sur le site de la Banque-Carrefour des Entreprises (un organisme dépendant du Ministère fédéral belge de l'économie), et des comptes annuels déposés à la Banque nationale de Belgique, repris sur le site de la Centrale des bilans, aucune de ces deux personnes morales n'est autorisée légalement à employer du personnel (rubrique "Autorisations"), et la rubrique "Rémunérations, charges sociales et pensions" est vide pour chaque exercice,. L'ESISC aurait, selon Claude Moniquet, recours à des free-lances et des indépendants en Belgique et à l'étranger ,.
Claude Moniquet, né à Bruxelles en 1958, de nationalité française, dit avoir été militant de l'extrême gauche révolutionnaire (dans la mouvance de la Fraction armée rouge) dans les années 1970 jusqu'au début des années 1980.
Il fut recruté par la DGSE française dans les années 1980 alors qu'il exerçait la profession de journaliste notamment à L'Express, au Quotidien de Paris ainsi qu'à l'hebdomadaire belge Ciné Télé Revue,. Profession qu'il conservera en guise de couverture jusqu'au début des années 2000. Lors d'une émission en radio le 9 septembre 2011, il a déclaré à ce sujet « C’était une couverture sans l’être : j’ai vraiment été journaliste pendant plusieurs années, au début de ma carrière, et puis j’ai été approché par un service de renseignement français – je suis français – qui était la DGSE. Ils m’ont proposé une collaboration assez souple, comme ils le faisaient à l’époque avec beaucoup de journalistes : je travaillais beaucoup sur l’Union soviétique et l’Europe de l’Est, et j’ai accepté. Par la suite je suis devenu contractuel et j’y suis resté durant vingt ans. » Quant aux soupçons d'une appartenance aux services de renseignements israéliens Claude Moniquet déclare « Le Mossad, c'est sans doute parce que je suis juif. Et mes écrits montrent que je suis plutôt pro-israélien », dans le portrait que dresse de lui le quotidien Le Soir, début 2006.
Dimitri Dombret, “Director of European Affairs” de l'ESISC, ancien directeur (2006-2008), ancien administrateur délégué rémunéré (29 mai 2008 - 6 mai 2010) de « European Friends of Israel (en) (EFI) »,,.
Lhoussain Azergui, journaliste indépendant et militant berbériste, “chef du projet Afrique du Nord, Proche-Orient” de l'ESISC.
Le secrétaire général de l'asbl ESISC est, depuis le 3 décembre 2003, un ex-confrère de Moniquet, le journaliste indépendant Frédéric Moser. Selon Claude Moniquet Moser n'exercerait plus cette fonction depuis 2008, mais cette modification n'a jamais été publiée au Moniteur belge.

## Soutien aux thèses marocaines sur le Sahara occidental
Plusieurs publications[réf. nécessaire] de l'E.S.I.S.C. relaient et justifient les revendications territoriales du Maroc sur le Sahara occidental, alors que sa souveraineté sur ce territoire n'est pas reconnue internationalement. Khadija Mohsen-Finan, chercheuse à l'Institut français des relations internationales, a déclaré à propos d'un de ces rapports: « Jamais je n'aurais cru qu'un centre de Bruxelles puisse produire quelque chose d'aussi partisan que ce rapport sur le Polisario ».
Claude Moniquet a été critiqué par l'organisation Reporters sans frontières pour son rôle dans la suppression d'un journal marocain, Le Journal hebdomadaire. Le 13 avril 2006, Aboubakr Jamaï et un de ses confrères, Fahd Iraqi, sont condamnés à payer la somme record de 3 millions de Dhs (290,000 euros environ) pour diffamation envers Claude Moniquet, directeur de l'ESISC. Le Journal hebdomadaire avait mis en doute l’objectivité de l’un des rapports dudit centre à propos du Sahara. Début janvier 2007, Aboubakr Jamaï dénonce un procès « téléguidé » par les autorités marocaines et se déclare dans l’incapacité de payer les dommages et intérêts punitifs. Le 18 janvier 2007, il annonce qu’il est contraint de démissionner de ses fonctions et de quitter la publication. Comme il est condamné à titre personnel et dans l’incapacité de payer l’amende, les autorités auraient
pu saisir les biens du journal si M. Jamaï s’était maintenu dans ses fonctions,.

## Position en faveur d'un cousin du président syrien El-Assad
Dans un rapport de l'E.S.I.S.C. diffusé en 2010, Moniquet et Dombret présentent Ribal el-Assad, le fils de Rifaat al-Assad, frère de Hafez el-Assad et responsable du massacre de Hama en 1982 (entre 25 et 50,000 victimes), comme le meilleur leader de l'opposition syrienne, qui offre aux Syriens une “alternative démocratique” : « “Nouveau venu” sur la scène politique, Ribal el-Assad, cousin de Bachar al-Assad, mène, quant à lui, depuis quelques années, un combat pour la défense des droits de l’homme en Syrie au travers d’une approche originale. (…) Son émergence est probablement l’évènement le plus marquant de la vie de l’opposition depuis le début des années 2000. » Or, dans une interview donnée au journaliste britannique spécialiste du Proche-Orient Robert Fisk, Ribal el-Assad nie toute implication de son père dans les crimes de guerre commis contre des civils à Hama en 1982. Cette position de l'ESISC est concomitante au soutien du député belge Denis Ducarme à l'organisation de Ribal el-Assad.

## « Espionnage » à l'encontre de Greenpeace-Belgique pour compte d'Electrabel
En 2006, l'E.S.I.S.C, sous la plume de Moniquet, a rédigé un rapport de trois pages sur les activités de Greenpeace pour compte de la firme Electrabel, qui gérait les centrales nucléaires belges. Selon Le Soir, le document "n’a rien d’un rapport d’espionnage et relève davantage d’une rédaction approximative où les conjectures se multiplient", la compagnie a d'ailleurs précisé en 2009, pour justifier son choix de recourir aux services de l'E.S.I.S.C, que "M. Moniquet jouissait à l’époque d’une certaine réputation". Claude Moniquet a reconnu être l'auteur de ce rapport et a déclaré, selon une dépêche de l'Agence Belga, "n'avoir rien fait d'illégal pour obtenir les informations et s'être contenté d'analyser les informations disponibles publiquement".